# Marcin Leśniewski
Marcin Leśniewski (ur. 3 lipca 1948, zm. 2 lutego 2022) – polski brydżysta, Arcymistrz Światowy (PZBS), World Grand Master (WBF), European Grand Master oraz European Champion w kategoriach Open i Mixed (EBL), odznaczony brązową odznaką PZBS (1995) zawodnik drużyny SPS Construction I Kielce.
Jego stałym partnerem była Ewa Harasimowicz.
Został pochowany na cmentarzu przy ulicy Nowotarskiej w Zakopanem (kw. A1).

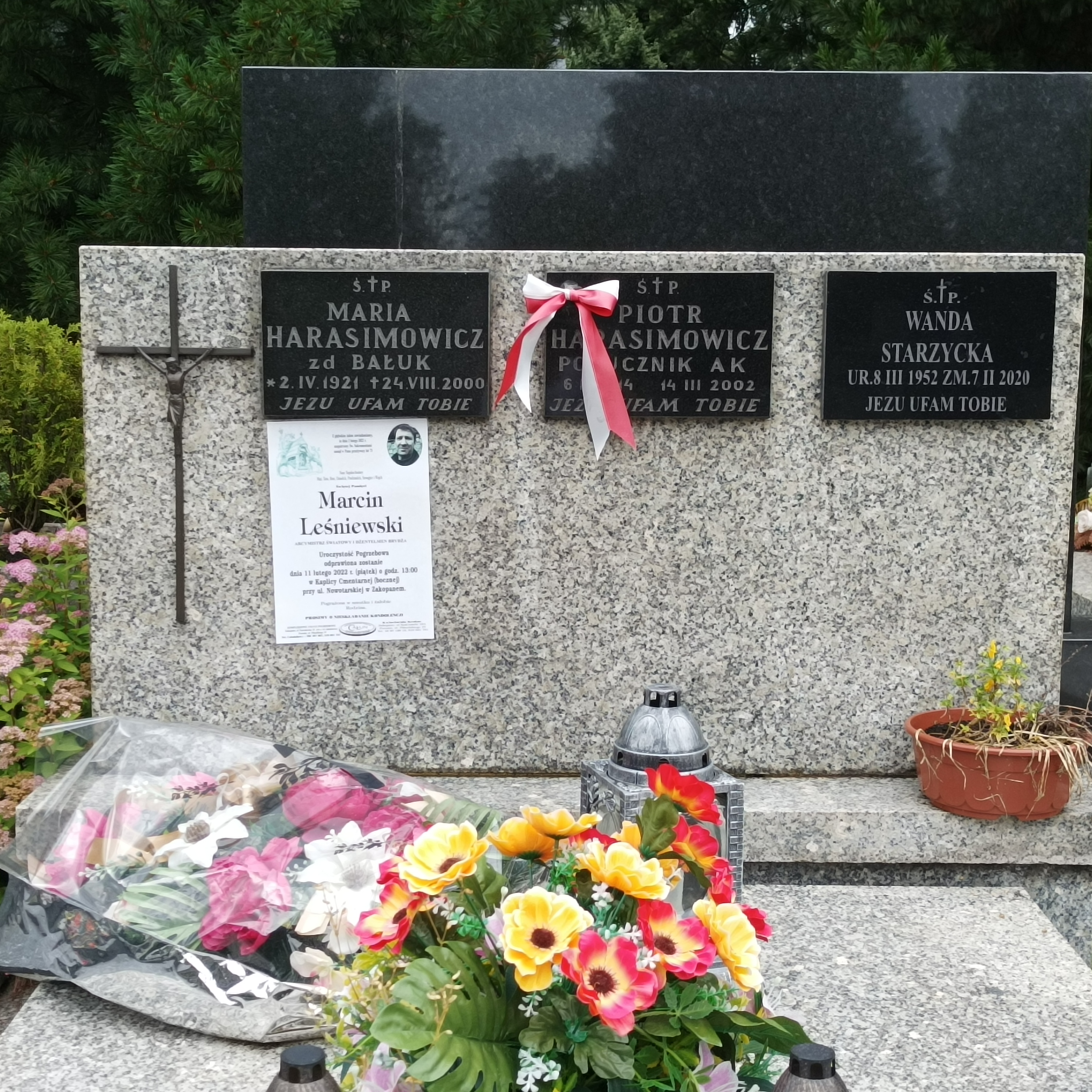
Grób Marcina Leśniewskiego na Nowym Cmentarzu w Zakopanem

## Wyniki brydżowe

### Kraj
W rozgrywkach krajowych zdobywał następujące lokaty:
| Drużynowe mistrzostwa Polski | Drużynowe mistrzostwa Polski | Drużynowe mistrzostwa Polski |
| Sezon                        | Drużyna                      | Pozycja                      |
| ---------------------------- | ---------------------------- | ---------------------------- |
| 2010/11                      | Auguri Warszawa              | 1                            |
| 2008/09                      | Dworan-Jocker Oświęcim       | 1                            |
| 1991/92                      | Czarni Słupsk                | 1                            |
| 1990/91                      | Czarni Słupsk                | 1                            |
| 1989/90                      | Czarni Słupsk                | 2                            |
| 1988/89                      | Czarni Słupsk                | 1                            |
| 1987/88                      | Czarni Słupsk                | 1                            |
| 1986/87                      | Czarni Słupsk                | 2                            |
| 1985/86                      | Czarni Słupsk                | 1                            |
| 1984/85                      | Czarni Słupsk                | 1                            |
| 1982/83                      | Czarni Słupsk                | 3                            |
| 1981/82                      | Czarni Słupsk                | 1                            |
| 1980/81                      | Czarni Słupsk                | 3                            |
| 1977                         | AZS Kraków                   | 3                            |
| 1976                         | AZS Kraków                   | 1                            |

| Mistrzostwa Polski teamów | Mistrzostwa Polski teamów | Mistrzostwa Polski teamów | Mistrzostwa Polski teamów |
| Rok                       | Typ                       | Kategoria                 | Pozycja                   |
| ------------------------- | ------------------------- | ------------------------- | ------------------------- |
| 2001                      | IMP                       | Open                      | 2                         |
| 1997                      | IMP                       | Open                      | 1                         |
| 1991                      | IMP                       | Open                      | 1                         |
| 1986                      | IMP                       | Open                      | 2                         |
| 1985                      | IMP                       | Open                      | 2                         |
| 1984                      | IMP                       | Open                      | 1                         |

| Mistrzostwa Polski par | Mistrzostwa Polski par | Mistrzostwa Polski par | Mistrzostwa Polski par |
| Rok                    | Kategoria              | Partner                | Pozycja                |
| ---------------------- | ---------------------- | ---------------------- | ---------------------- |
| 1994                   | Miksty                 | Ewa Harasimowicz       | 1                      |
| 1986                   | Miksty                 | Ewa Harasimowicz       | 1                      |
| 1984                   | Open                   | Andrzej Wilkosz        | 2                      |
| 1978                   | Open                   | Jerzy Michałek         | 1                      |

| Puchar Polski | Puchar Polski | Puchar Polski |
| Rok           | Drużyna       | Pozycja       |
| ------------- | ------------- | ------------- |
| 1983          | Czarni Słupsk | 1             |
| 1976/77       | AZS Kraków    | 1             |
| 1974/75       | AZS Kraków    | 1             |

### Olimpiady
Na olimpiadach uzyskał następujące rezultaty:
| Olimpiady Brydżowe. Zawody teamów | Olimpiady Brydżowe. Zawody teamów | Olimpiady Brydżowe. Zawody teamów | Olimpiady Brydżowe. Zawody teamów | Olimpiady Brydżowe. Zawody teamów | Olimpiady Brydżowe. Zawody teamów |
| Rok                               | Miejsce                           | Zawody                            | Kategoria                         | Drużyna                           | Pozycja                           |
| --------------------------------- | --------------------------------- | --------------------------------- | --------------------------------- | --------------------------------- | --------------------------------- |
| 2000                              | Maastricht                        | 11. Olimpiada Brydżowa            | Miksty                            | Harasimowicz                      | 24                                |
| 1988                              | Wenecja                           | 8. Olimpiada Teamów               | Open                              | Poland                            | 9                                 |

### Świat
W światowych zawodach zdobył następujące lokaty:
| Mistrzostwa Świata. Konkurencja teamów | Mistrzostwa Świata. Konkurencja teamów | Mistrzostwa Świata. Konkurencja teamów  | Mistrzostwa Świata. Konkurencja teamów | Mistrzostwa Świata. Konkurencja teamów | Mistrzostwa Świata. Konkurencja teamów |
| Rok                                    | Miejsce                                | Zawody                                  | Kategoria                              | Drużyna                                | Pozycja                                |
| -------------------------------------- | -------------------------------------- | --------------------------------------- | -------------------------------------- | -------------------------------------- | -------------------------------------- |
| 2011                                   | Veldhoven                              | 40. Mistrzostwa Świata Teamów           | Trans                                  | A J Diament                            | 19                                     |
| 2006                                   | Werona                                 | 12. Mistrzostwa Świata                  | Open                                   | Johnson                                | 97                                     |
| 2005                                   | Estoril                                | 37. Mistrzostwa Świata Teamów           | Trans                                  | Schnaider                              | 1                                      |
| 2001                                   | Paryż                                  | 35. Mistrzostwa Świata Teamów           | Open                                   | Poland                                 | 3                                      |
| 2000                                   | Southampton                            | 34. Mistrzostwa Świata Teamów           | Trans                                  | Zakrzewski                             | 17                                     |
| 1998                                   | Lille                                  | 10. Mistrzostwa Świata                  | Open                                   | Otvosi                                 | 65                                     |
| 1997                                   | Hammamet                               | 33. Mistrzostwa Świata Teamów           | Trans                                  | Burgay                                 | 1                                      |
| 1996                                   | Rodos                                  | 1. Mistrzostwa Świata Teamów Mikstowych | Miksty                                 | Garozzo                                | 30                                     |
| 1994                                   | Albuquerque                            | 9. Mistrzostwa Świata                   | Open                                   | Leśniewski                             | 17                                     |
| 1990                                   | Genewa                                 | 8. Mistrzostwa Świata                   | Open                                   | Ostrowski                              | 5                                      |
| 1986                                   | Miami Beach                            | 7. Mistrzostwa Świata                   | Open                                   | Frenkiel                               | 9                                      |

| Mistrzostwa Świata. Konkurencja par | Mistrzostwa Świata. Konkurencja par | Mistrzostwa Świata. Konkurencja par | Mistrzostwa Świata. Konkurencja par | Mistrzostwa Świata. Konkurencja par | Mistrzostwa Świata. Konkurencja par |
| Rok                                 | Miejsce                             | Zawody                              | Kategoria                           | Partner                             | Pozycja                             |
| ----------------------------------- | ----------------------------------- | ----------------------------------- | ----------------------------------- | ----------------------------------- | ----------------------------------- |
| 2006                                | Werona                              | 12. Mistrzostwa Świata              | Open                                | Jean-Michel Voldoire                | 45                                  |
| 1998                                | Lille                               | 10. Mistrzostwa Świata              | Miksty                              | Ewa Harasimowicz                    | 28                                  |
| 1998                                | Lille                               | 10. Mistrzostwa Świata              | Open                                | Piotr Gawryś                        | 38                                  |
| 1994                                | Albuquerque                         | 9. Mistrzostwa Świata               | Miksty                              | Ewa Harasimowicz                    | 3                                   |
| 1994                                | Albuquerque                         | 9. Mistrzostwa Świata               | Open                                | Marek Szymanowski                   | 1                                   |
| 1990                                | Genewa                              | 8. Mistrzostwa Świata               | Miksty                              | Ewa Harasimowicz                    | 15                                  |
| 1986                                | Miami Beach                         | 7. Mistrzostwa Świata               | Open                                | Andrzej Milde                       | 21                                  |
| 1982                                | Biarritz                            | 2. Mistrzostwa Świata               | Open                                | Piotr Gawryś                        | 7                                   |

| Mistrzostwa Świata. Konkurencja indywidualna | Mistrzostwa Świata. Konkurencja indywidualna | Mistrzostwa Świata. Konkurencja indywidualna | Mistrzostwa Świata. Konkurencja indywidualna | Mistrzostwa Świata. Konkurencja indywidualna | Mistrzostwa Świata. Konkurencja indywidualna |
| Rok                                          | Miejsce                                      | Zawody                                       | Kategoria                                    | Pozycja                                      |                                              |
| -------------------------------------------- | -------------------------------------------- | -------------------------------------------- | -------------------------------------------- | -------------------------------------------- | -------------------------------------------- |
| 1994                                         | Paryż                                        | 2. Indywidualne Mistrzostwa Świata           | Open                                         | 46                                           |                                              |

### Europa
W europejskich zawodach zdobył następujące lokaty:
| Zawody europejskie. Konkurencja teamów | Zawody europejskie. Konkurencja teamów | Zawody europejskie. Konkurencja teamów | Zawody europejskie. Konkurencja teamów | Zawody europejskie. Konkurencja teamów | Zawody europejskie. Konkurencja teamów |
| Rok                                    | Miejsce                                | Zawody                                 | Kategoria                              | Drużyna                                | Pozycja                                |
| -------------------------------------- | -------------------------------------- | -------------------------------------- | -------------------------------------- | -------------------------------------- | -------------------------------------- |
| 2011                                   | Bad Honnef                             | 10. Puchar Europy                      | Open                                   | Auguri Warsaw                          | 5                                      |
| 2009                                   | San Remo                               | 4. Otwarte Mistrzostwa Europy          | Open                                   | Mahaffey                               | 83                                     |
| 2007                                   | Antalya                                | 3. Otwarte Mistrzostwa Europy          | Miksty                                 | Garp44                                 | 5                                      |
| 2007                                   | Antalya                                | 3. Otwarte Mistrzostwa Europy          | Open                                   | Leśniewski                             | 58                                     |
| 2005                                   | Teneryfa                               | 2. Otwarte Mistrzostwa Europy          | Miksty                                 | Harasimowicz                           | 17                                     |
| 2005                                   | Teneryfa                               | 2. Otwarte Mistrzostwa Europy          | Open                                   | Leśniewski                             | 17                                     |
| 2003                                   | Mentona                                | 1. Otwarte Mistrzostwa Europy          | Open                                   | Varenne                                | 17                                     |
| 2002                                   | Salsomaggiore                          | 46. Mistrzostwa Europy Teamów          | Open                                   | Poland                                 | 6                                      |
| 2002                                   | Ostenda                                | 7. Mistrzostwa Europy Mikstów          | Miksty                                 | Damiani                                | 16                                     |
| 2001                                   | Teneryfa                               | 45. Mistrzostwa Europy Teamów          | Open                                   | Poland                                 | 3                                      |
| 2000                                   | Bellaria                               | 6. Mistrzostwa Europy Mikstów          | Miksty                                 | Lise C                                 | 100                                    |
| 1994                                   | Barcelona                              | 3. Mistrzostwa Europy Mikstów          | Miksty                                 | Harasimowicz                           | 20                                     |
| 1993                                   | Mentona                                | 41. Mistrzostwa Europy Teamów          | Open                                   | Poland                                 | 1                                      |
| 1992                                   | Ostenda                                | 2. Mistrzostwa Europy Mikstów          | Miksty                                 | Harasimowicz                           | 9                                      |
| 1990                                   | Bordeaux                               | 1. Mistrzostwa Europy Mikstów          | Miksty                                 | Harasimowicz                           | 48                                     |
| 1985                                   | Salsomaggiore                          | 37. Mistrzostwa Europy Teamów          | Open                                   | Poland                                 | 8                                      |
| 1983                                   | Wiesbaden                              | 36. Mistrzostwa Europy Teamów          | Open                                   | Poland                                 | 10                                     |

| Zawody europejskie. Konkurencja par | Zawody europejskie. Konkurencja par | Zawody europejskie. Konkurencja par | Zawody europejskie. Konkurencja par | Zawody europejskie. Konkurencja par | Zawody europejskie. Konkurencja par |
| Rok                                 | Miejsce                             | Zawody                              | Kategoria                           | Partner                             | Pozycja                             |
| ----------------------------------- | ----------------------------------- | ----------------------------------- | ----------------------------------- | ----------------------------------- | ----------------------------------- |
| 2009                                | San Remo                            | 4. Otwarte Mistrzostwa Europy       | Miksty                              | Ewa Harasimowicz                    | 195                                 |
| 2007                                | Antalya                             | 3. Otwarte Mistrzostwa Europy       | Miksty                              | Ewa Harasimowicz                    | 41                                  |
| 2007                                | Antalya                             | 3. Otwarte Mistrzostwa Europy       | Open                                | Jean-Michel Voldoire                | 204                                 |
| 2005                                | Teneryfa                            | 2. Otwarte Mistrzostwa Europy       | Mikst                               | Ewa Harasimowicz                    | 195                                 |
| 2005                                | Teneryfa                            | 2. Otwarte Mistrzostwa Europy       | Open                                | Jean-Michel Voldoire                | 55                                  |
| 2003                                | Mentona                             | 1. Otwarte Mistrzostwa Europy       | Mikst                               | Ewa Harasimowicz                    | 19                                  |
| 2002                                | Ostenda                             | 7. Mistrzostwa Europy Mikstów       | Mikst                               | Ewa Harasimowicz                    | 24                                  |
| 2001                                | Sorrento                            | 11. Mistrzostwa Europy Par          | Open                                | Krzysztof Martens                   | 4                                   |
| 1999                                | Warszawa                            | 10. Mistrzostwa Europy Par          | Open                                | Piotr Gawryś                        | 358                                 |
| 1996                                | Monte Carlo                         | 4. Mistrzostwa Europy Mikstów       | Mikst                               | Ewa Harasimowicz                    | 100                                 |
| 1995                                | Rzym                                | 8. Mistrzostwa Europy Par           | Open                                | Marek Szymanowski                   | 31                                  |
| 1994                                | Barcelona                           | 3. Mistrzostwa Europy Mikstów       | Miksty                              | Ewa Harasimowicz                    | 154                                 |
| 1993                                | Bielefeld                           | 7. Mistrzostwa Europy Par           | Open                                | Krzysztof Martens                   | 13                                  |
| 1992                                | Ostenda                             | 2. Mistrzostwa Europy Mikstów       | Mikst                               | Ewa Harasimowicz                    | 1                                   |
| 1990                                | Bordeaux                            | 1. Mistrzostwa Europy Mikstów       | Mikst                               | Ewa Harasimowicz                    | 165                                 |
| 1989                                | Salsomaggiore                       | 5. Mistrzostwa Europy Par           | Open                                | Tomasz Przybora                     | 1                                   |
| 1987                                | Paryż                               | 4. Mistrzostwa Europy Par           | Open                                | Piotr Gawryś                        | 6                                   |

### Inne
W innych zawodach zdobył następujące lokaty:
| Inne zawody. Konkurencja teamów | Inne zawody. Konkurencja teamów | Inne zawody. Konkurencja teamów                             | Inne zawody. Konkurencja teamów | Inne zawody. Konkurencja teamów | Inne zawody. Konkurencja teamów |
| Rok                             | Miejsce                         | Zawody                                                      | Kategoria                       | Drużyna                         | Pozycja                         |
| ------------------------------- | ------------------------------- | ----------------------------------------------------------- | ------------------------------- | ------------------------------- | ------------------------------- |
| 2008                            | Detroit                         | Spring Championships – Vanderbild Knockout Teams, 2008      | Open                            | -                               | 1                               |
| 2003                            | Jokohama                        | NEC Bridge Festival – Jokohama. 2003                        | Open                            | -                               | 2                               |
| 1998                            | Chicago                         | Summer Championships – Spingold Master Knockout Teams, 1998 | Open                            | -                               | 2                               |
| 1997                            | Saint Louis                     | Fall Championships – Reisinger Board-a-Match Teams, 1997    | Open                            | -                               | 2                               |
| 1997                            | Albuquerque                     | Summer Championships – Spingold Master Knockout Teams, 1997 | Open                            | -                               | 1                               |
| 1984                            | Malmö                           | Puchar Europy "Philp Morris" 1984                           | Open                            | Czarni Słupsk                   | 1                               |
| 1982                            | San Remo                        | Puchar Europy "Philp Morris" 1982                           | Open                            | Czarni Słupsk                   | 3                               |

| Inne zawody. Konkurencja par | Inne zawody. Konkurencja par | Inne zawody. Konkurencja par         | Inne zawody. Konkurencja par | Inne zawody. Konkurencja par | Inne zawody. Konkurencja par |
| Rok                          | Miejsce                      | Zawody                               | Kategoria                    | Partner                      | Pozycja                      |
| ---------------------------- | ---------------------------- | ------------------------------------ | ---------------------------- | ---------------------------- | ---------------------------- |
| 1998                         | Jokohama                     | NEC Bridge Festival – Jokohama. 1998 | Open                         | Piotr Gawryś                 | 2                            |